# (26288) 1998 SA73
A (26288) 1998 SA73 a Naprendszer kisbolygóövében található aszteroida. Eric Walter Elst fedezte fel 1998. szeptember 21-én.